# شبگرد بناپارت
شبگرد بناپارت (نام علمی: Caprimulgus concretus) نام یک گونه از تیره شبگردان است.